# Alain Fridlender
Alain Fridlender ( n. 1960 ) es un botánico francés, que realizó actividades académicas en la Universidad de Provenza, Marsella, y posteriormente se desempeñó en el "Laboratorio de Fanerógamas, en el Museo Nacional de Historia Natural de Francia.

## Algunas publicaciones
- 2002. Les xénophytes envahissants en France: ecologie, types biologiques et polyploïdie. Bot Helv 112: 121–136

- 2000. Le genre Arum en Corse. Candollea 55: 255-267

### Libros
- 1999. Originalites biologiques et systematiques des especes rares. Quelques exemples choisis dans la flore tyrrhenienne. Editor Museum National d'Histoire Naturelle, 500 pp.

## Honores

### Eponimia
- (Taxodiaceae) Taiwania flousiana Gaussen[2]

- La abreviatura «Fridl.» se emplea para indicar a Alain Fridlender como autoridad en la descripción y clasificación científica de los vegetales.[3]